# Großsteingräber bei Pröttlin
Die Großsteingräber bei Pröttlin waren zwei megalithische Grabanlagen der jungsteinzeitlichen Trichterbecherkultur bei Pröttlin, einem Ortsteil von Karstädt im Landkreis Prignitz (Brandenburg). Sie wurden im 19. Jahrhundert zerstört.

## Lage
Grab 1 befand sich nordöstlich von Pröttlin bei dem Vorwerk Brüssow. Die genaue Lage von Grab 2 ist nicht überliefert.

## Beschreibung

### Grab 1
Grab 1 wurde 1828 beim Chausseebau zerstört. Es war von beträchtlicher Größe, besaß mehrere Wandsteine und einen mächtigen Deckstein. Angaben zu Ausrichtung und Maßen liegen nicht vor. Auch die Anzahl der Wandsteine ist nicht überliefert, so dass keine Rückschlüsse auf den genauen Grabtyp möglich sind. Bei der Abtragung der Anlage wurde eine Nachbestattung entdeckt. Sie bestand aus einem nur noch im unteren Bereich erhaltenen schalenförmigen Bronzegefäß, das einige Knochenbruchstücke (Leichenbrand) enthielt. Das Gefäß gelangte nach Berlin ins Königliche Museum für Völkerkunde, das heutige Museum für Vor- und Frühgeschichte.

### Grab 2
Grab 2 war nach Leopold von Ledebur um 1844 noch weitgehend unberührt. Eine genauere Beschreibung der Anlage erfolgte damals nicht. Sie wurde später undokumentiert abgetragen.